# Лилангени
Лилангени (мн. емалангени) је званична валута у Свазиленду. Скраћеница тј. симбол за лилангени је L или E а међународни код SZL. Лилангени издаје Централна банка Свазиленда. У 2010. години инфлација је износила 4,9%. Један лилангени састоји се од 100 цента.
Уведен је 1974. у оквиру монетарне уније са Јужноафричком Републиком и Лесотом. Од тада је везан за јужноафрички ранд.
Постоје новчанице у износима 10, 20, 50, 100 и 200 емалангенија и кованице од 1, 2, 5, 10, 20 и 50 центи, од 1 лилангенија и 2 и 5 емалангенија.